# Ochthornis littoralis
Ochthornis littoralis là một loài chim trong họ Tyrannidae.